# Aris BC
Aris Basketball Club (Grieks: KAE Άρης) is een professioneel basketbalteam uit Thessaloniki dat een onderdeel is van de Griekse sportclub AS Aris Thessaloniki. Aris BC werd opgericht in 1922, acht jaar na de oprichting van de club en het voetbalteam.

## Geschiedenis
Aris BC is een van de succesvolste Griekse basketbalclubs aller tijden. Ze werden tien keer Landskampioen van Griekenland, wonnen acht Griekse bekers en drie Europese titels. Onder leiding van het legendarische duo van Nikos Galis en Panagiotis Giannakis was Aris de dominante kracht in het Griekse basketbal in de jaren tachtig en begin jaren negentig. Het is deze periode van dominantie die Aris BC de bijnaam "The Emperor" gaf. Ook werden ze uitgeroepen tot de succesvolste Griekse sportclub van de twintigste eeuw. Aris is ook een van de meest gerenommeerde Griekse clubs in het Europese basketbal. Ze namen deel aan drie opeenvolgende FIBA European Champions Cup finale-fours, en wonnen drie Europese titels op lager niveau (Saporta Cup, Korać Cup en EuroCup Challenge).

## Erelijst
- Landskampioen Griekenland: 10
  - Winnaar: 1930, 1979, 1983, 1985, 1986, 1987, 1988, 1989, 1990, 1991
- Bekerwinnaar Griekenland: 8
  - Winnaar: 1985, 1987, 1988, 1989, 1990, 1992, 1998, 2004
  - Runner-up: 1984, 1993, 2003, 2005, 2014, 2017
- Supercupwinnaar Griekenland: 1
  - Winnaar: 1986
- FIBA European Champions Cup:
  - Derde: 1989
  - Vierde: 1988, 1990
- Saporta Cup: 1
  - Winnaar: 1993
- Korać Cup: 1
  - Winnaar: 1997
- ULEB Cup:
  - Runner-up: 2006
- EuroCup Challenge: 1
  - Winnaar: 2003

## Bekende (oud)-spelers
| - Nikos Galis - Panagiotis Giannakis - Muhamed Pašalić - Tiit Sokk - Ivan Maraš | - Geert Hammink - Anatoli Kasjirov - Fjodor Licholitov - Michail Michajlov - Mahmoud Abdul-Rauf | - Jamelle Hagins - Eric Reed Jr. - LaMarcus Reed - Will Solomon - Darius Washington Jr. |

## Bekende (oud)-coaches
- Dušan Ivković